# Comté de Kendall (Illinois)
Pour l’article homonyme, voir Comté de Kendall (Texas).
Le comté de Kendall (Kendall County) est l'un des comtés de l'État de l'Illinois. Le siège du comté se situe à Yorkville. Il fait partie de l'aire métropolitaine de Chicago. C'est le comté qui a connu la croissance démographique la plus rapide aux États-Unis entre les années 2000 et 2010. Il est nommé en l'honneur de l'homme politique Amos Kendall.
Selon le recensement des États-Unis de 2010, la population totale du comté s'élevait à 114 736 habitants  en 2010, estimée à 126 218 habitants en 2017.

## Démographie
| Groupe            | Comté de Kendall | Illinois | États-Unis |
| ----------------- | ---------------- | -------- | ---------- |
| Blancs            | 83,6             | 71,5     | 72,4       |
| Afro-Américains   | 5,7              | 14,6     | 12,6       |
| Autres            | 5,1              | 6,7      | 6,4        |
| Asiatiques        | 3,0              | 4,6      | 4,8        |
| Métis             | 2,3              | 2,3      | 2,9        |
| Amérindiens       | 0,3              | 0,3      | 0,9        |
| Total             | 100              | 100      | 100        |
|                   |                  |          |            |
| Latino-Américains | 15,6             | 15,8     | 16,7       |

Pyramide des âges du comté de Kendall (2000).

Selon l'American Community Survey, pour la période 2011-2015, 82,70 % de la population âgée de plus de 5 ans déclare parler l'anglais à la maison, 11,61 % l'espagnol, 0,67 % le tagalog, 0,58 % l'italien et 4,43 % une autre langue.